# ミッチー・ブーム

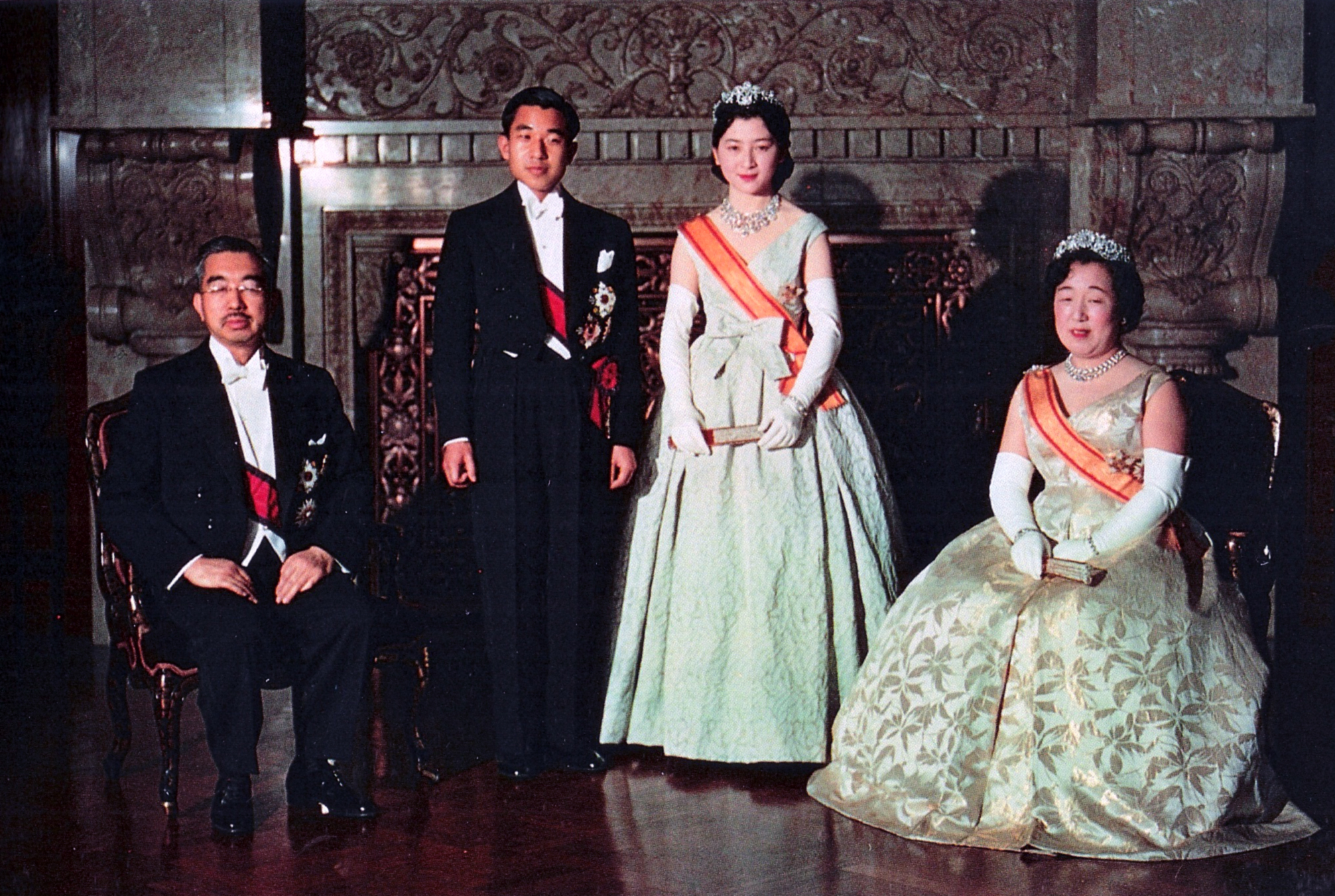
朝見の儀を終えた皇太子夫妻、昭和天皇・香淳皇后

ミッチー・ブームとは、正田美智子（当時）が1958年（昭和33年）から1959年（昭和34年）にかけて、日本の皇太子・明仁親王（当時）と婚約して結婚することにより生じた社会現象。
民間出身の女性として初めて、皇太子との「テニスコートでの自由恋愛」により結婚に至ったこと、美智子がカトリックのミッション系大学出身者であったことなどをマスメディアが報道し、大きな話題となる。これを契機にテレビが普及するなど、第二次世界大戦後の日本の経済、ファッション、マスメディアなどの領域で、社会に大きな影響を与え、女性たちの憧れの的となった。

## 概要

### 婚約

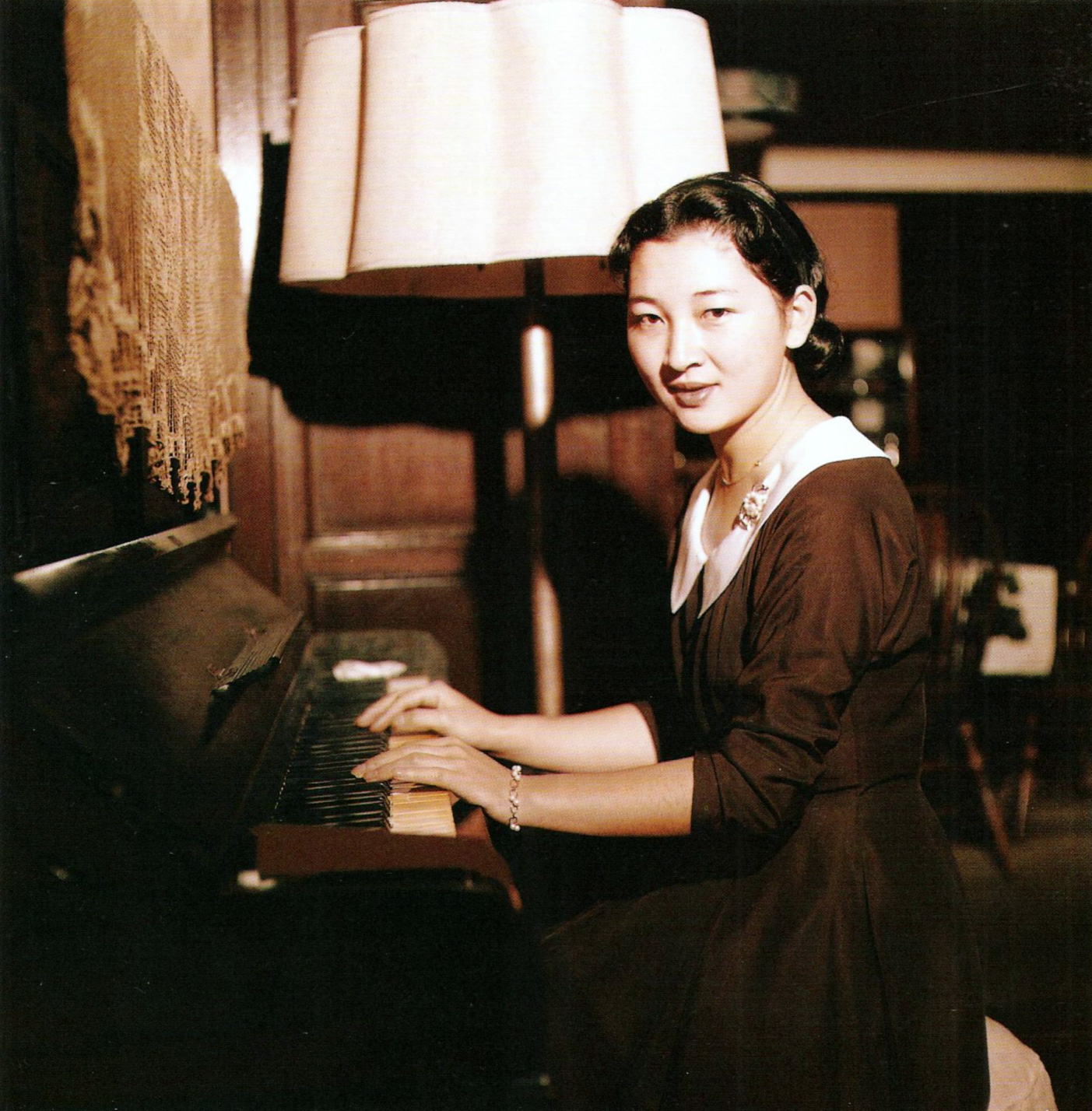
毎日新聞がスクープ撮影した、婚約発表直前の正田美智子。

第二次世界大戦終結後11年が経過し、1956年（昭和31年）の経済白書が「もはや戦後ではない」と明記し、景気が上昇していた中で、宮内庁は1958年（昭和33年）11月27日、皇室会議が日清製粉社長正田英三郎の長女・美智子を皇太子妃に迎えることを可決したと発表する。
1957年（昭和32年）に聖心女子大学英文科を卒業していた美智子は、その年の夏、皇太子と軽井沢で親善テニス・トーナメントの対戦を通じて出会い、皇太子は美智子の人柄に惹かれて自ら妃候補にと言及したと報道され、皇族か五摂家といった特定の華族から選ばれる皇室の慣例を破り、初の平民出身皇太子妃として注目の的となった。昭和天皇は「皇室に新しい血を」という意向だったとされている。
これに対して正田家は家柄が違い過ぎるとして当初、固辞の姿勢を見せたが、皇太子の「柳行李一つで来てください」との言葉が決め手となって決心を固めたと報道された。しかしこの報道は事実ではなく（「ご学友」橋本明の創作）、のち2001年（平成13年）に行われた天皇の記者会見では「このようなことは私は一言も口にしませんでした」と強く否定、プライバシーと尊厳の重要性に言及し、報道のあり方に疑問を投げかけている。
美智子がテニスで着ていた白地のVネックセーターや白い服装、身につけていたヘアバンド、カメオのブローチ、ストール、白の長手袋などのいわゆるミッチースタイルと呼ばれたファッションが大流行し、ヘアバンドは「ミッチーバンド」と名付けられている。 宮内庁で行われた11月27日の婚約記者会見で美智子が「とてもご清潔でご誠実なご立派な方で心からご信頼申し上げ」と皇太子の印象を述べた発言が大きな注目を集め、「ご清潔でご誠実」は、流行語になった。
マスメディアは「昭和のシンデレラ」あるいは「世紀のご成婚」と銘打ち、美智子の生い立ちや、皇太子との交際などを詳報、週刊誌は1956年（昭和31年）の『週刊新潮』創刊をきっかけに、1957年（昭和32年）創刊の『週刊女性』（主婦と生活社）、1958年（昭和33年）の『週刊女性自身』（光文社）、『週刊明星』（集英社）、『週刊大衆』（双葉社）、『週刊実話』などの創刊が相次ぐ「週刊誌ブーム」が起きており、週刊誌・女性週刊誌の報道競争が過熱していた。「ご成婚」は週刊誌メディアにとって格好の題材・素材となって週刊誌の売り上げが伸び、さらに週刊誌記事を通じて皇室情報が一般人に浸透することとなった。
これら社会現象は婚約発表のその年に、美智子の愛称「ミッチー」に由来して「ミッチー・ブーム」と名付けられ、以後、この呼称が社会的に定着。同年12月1日に日本銀行が一万円券（いわゆる一万円札）を発行、股上が極端に短い新作パンティー「スキャンティー」を発表するなど女性下着ブームの火つけ役となって女性下着の歴史に画期をなしたファッションデザイナー鴨居羊子が『下着ぶんか論 解放された下着とその下着観』を上梓、インスタントラーメンの元祖チキンラーメンが発売され、またロカビリーブームが起こるなど、この年に多くの人々が景気の上昇を実感する時代を迎え、本格的な大量消費社会の入口にさしかかっていたことが、経済的にミッチー・ブームを支える背景となっていた。また首都圏広域の電波送信を可能にする東京タワーが12月23日に完成、マスメディアの領域ではテレビ放送時代の幕開けの準備が整う。このような時代背景の中で、ミッチーブームは明るい話題として取り上げられた。

### 結婚
翌1959年（昭和34年）4月10日の、いわゆる結婚式（「結婚の儀」「御成婚」）と、実況生中継されたパレード（ご成婚パレード）で、ミッチー・ブームは頂点に達する。皇居から渋谷の東宮仮御所までの8.18キロを4頭立ての馬車が目抜き通りを走るパレード沿道には、53万人の群衆が詰めかけた。皇室ジャーナリストの渡辺みどりは宮内庁を出し抜き、東宮御所の空撮に成功したという。
パレードに先立ち、テレビのメーカー各社は競って宣伝を行なったため消費者は実況生中継を見ようとし、テレビの売り上げが急伸、パレードの一週間前に NHK の受信契約数（いわゆる普及率）は、200万台を突破。またテレビ製造メーカー、週刊誌各社は大量消費社会へのテイクオフを果たし、テレビコマーシャルや週刊誌の消費が伸びる契機となった。
日本の経済、ファッション、マスメディアなどの変遷を語る上でエポックとなった空前のミッチー・ブームが起きたちょうどそのころ、日本の経済は岩戸景気に突入し、高度経済成長時代を迎える。マスメディアはその後も彼女の皇太子妃としての生活--第一子（浩宮）誕生、第二子（礼宮）誕生、第三子（紀宮、現・黒田清子）誕生、子育て--などの様子を頻繁に取り上げ、美智子妃は国民にとっての「象徴」としての役割、すなわちいわば「憧れ」の対象としての地位を確立してゆく。政治学者の松下圭一は、これら一連の「ミッチー・ブーム」社会現象を切り口にして天皇制を分析した著作『大衆天皇制論』を1959年（昭和34年）に著している。
2005年（平成17年）出版のDVDブック『昭和ニッポン』（第8巻『美智子さまブームと東京タワー』など全24巻）を共同執筆した横浜市立大学助教授の古川隆久は、ミッチー・ブーム前後のメディアの皇室報道を検証して「逆説的ですが、民間人出身の皇太子妃が誕生したことで、国民は皇室との距離を実感してしまったのではないか」と分析している。

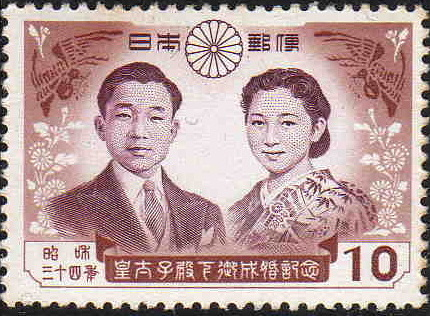
記念切手10円
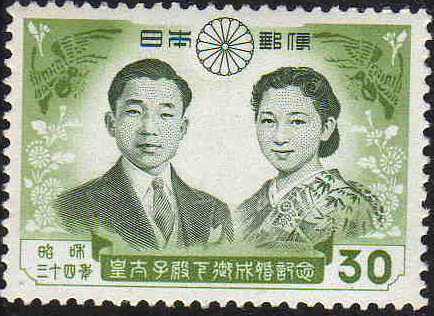
記念切手30円

## 関連作品
祝典行進曲
作曲：團伊玖磨
皇太子のタンゴ（Tango of Prince）
作曲：ロタール・オリアス、演奏：リカルド・サントス楽団
正田美智子と明仁親王の婚約発表を祝賀して制作され、ヒットした。
皇太子殿下御成婚祝典序曲
作曲：芝祐靖、演奏：宮内庁式部職楽部
楽部は雅楽の演奏が主だが、西洋楽器も修得している。
祝典序曲
作曲：石井歓、演奏：東京交響楽団
KRテレビで放送された。
祝典曲
作曲：別宮貞雄
日本テレビで放送された。
カンタータ「祝婚歌」
作曲：黛敏郎、作詞：三島由紀夫、演奏：ヴィルヘルム・シュヒター指揮NHK交響楽団
NHKの委嘱により作曲、放送された。
小カンタータ「わが皇子とわが妃 皇太子・美智子賛歌」
作曲：山田一雄（当時は「和男」表記）、演奏：作曲者指揮東京交響楽団
舞楽「嘉春楽」
作曲：宮内庁式部職楽部（辻寿男・東儀和太郎両楽長補が中心となって作曲）
管絃「雲竜楽」
作曲：宮内庁式部職楽部（同上）
管絃「仁寿楽」
作曲：宮内庁式部職楽部（同上）

## 関連文献
- 石田あゆう『ミッチー・ブーム』文藝春秋〈文春新書〉、2006年（平成18年）8月 エラー: 日付が正しく記入されていません。。ISBN 4-16-660513-5。
- 石橋真理子、別冊週刊女性編集部編著『ロイヤルファッションへの道 皇室ファッション完全研究 美智子さまから雅子さままで』主婦と生活社、1993年（平成5年）7月 エラー: 日付が正しく記入されていません。。ISBN 4-641-06794-5。
- 板垣恭介『明仁さん、美智子さん、皇族やめませんか 元宮内庁記者から愛をこめて』大月書店、2006年（平成18年）1月 エラー: 日付が正しく記入されていません。。ISBN 4-272-21086-6。
- 古川隆久『美智子さまブームと東京タワー（昭和33年・1958）』永六輔・佐々木毅・瀬戸内寂聴（監修）、講談社〈講談社DVD book「昭和ニッポン 一億二千万人の映像」第8巻〉、2005年（平成17年）9月 エラー: 日付が正しく記入されていません。。ISBN 4-06-274728-6。
- 亀井淳『皇太子妃報道の読み方』岩波書店〈岩波ブックレット 300〉、1993年（平成5年）5月 エラー: 日付が正しく記入されていません。。ISBN 4-00-003240-2。
- 河原敏明『昭和と平成の皇太子妃 美智子皇后と雅子さま』講談社〈講談社文庫〉、1993年（平成5年）5月 エラー: 日付が正しく記入されていません。。ISBN 4-06-185451-8。
- 河原敏明『美智子さまから雅子さまへ プリンセスへの道』ネスコ、1993年（平成5年）6月 エラー: 日付が正しく記入されていません。。ISBN 4-89036-852-3。
- 古川隆久『皇太子ご成婚と長嶋天覧試合さよならホームラン（昭和34年・1959）』永六輔・佐々木毅・瀬戸内寂聴（監修）、講談社〈講談社DVD book「昭和ニッポン 一億二千万人の映像」第9巻〉、2004年（平成16年）10月 エラー: 日付が正しく記入されていません。。ISBN 4-06-274729-4。
- 毎日新聞社「ミッチーブームに沸いたころ ご婚約からご成婚へ」
  - 毎日新聞社編 編『皇后美智子さま 35年間の思い出 1959-1994 還暦記念』毎日新聞社、1994年（平成6年）12月 エラー: 日付が正しく記入されていません。。ISBN 4-620-60429-1。
- 松下圭一「大衆天皇制論」1959年（昭和34年）
  - 『「天皇制」論集』久野収、神島二郎編、三一書房〈第1輯〉、1974年（昭和49年）12月 エラー: 日付が正しく記入されていません。。 所収 ()
  - 松下圭一『戦後政治の歴史と思想』筑摩書房〈ちくま学芸文庫〉、1994年（平成6年）9月 エラー: 日付が正しく記入されていません。。ISBN 4-480-08153-4。所収
- 渡辺みどり『美智子皇后と雅子妃新たなる旅立ち』講談社、1993年（平成5年）5月 エラー: 日付が正しく記入されていません。。ISBN 4-06-206483-9。